# John Spencer (aktor)
John Spencer, właśc. John Speshock (ur. 20 grudnia 1946 w Paterson, New Jersey, zm. 16 grudnia 2005 w Los Angeles) – amerykański aktor.

## Życiorys
Pochodził z mieszanej rodziny emigrantów, ojciec był pochodzenia ukraińskiego, matka irlandzkiego; urodził się w stanie New Jersey lub według innych danych w Nowym Jorku. Kształcił się w zawodzie aktorskim w Professional Children'a School na Manhattanie, gdzie był kolegą klasowym m.in. Lizy Minnelli. Podjął także studia na prywatnej uczelni Fairleigh Dickinson University w stanie New Jersey, ale jej nie ukończył.
Jako aktor telewizyjny debiutował w 1963 w programie Patty Duke, występował jednak początkowo głównie w teatrze. Za rolę weterana wojny wietnamskiej w sztuce broadwayowskiej Still Life otrzymał w 1982 nagrodę Obie. Na początku lat 80. debiutował w filmie. W 1990 partnerował Harrisonowi Fordowi w filmie Preasumed Innocent w reżyserii Alana Pakuli.
Popularność przyniosły mu przede wszystkim role telewizyjne. Grał w wielu serialach, m.in. Miami Vice (Policjanci z Miami), Touched By An Angel (Dotyk anioła), Law & Order. Od 1999 w serialu Prezydencki poker (The West Wing) grał Leo McGarry’ego, doradcę prezydenta Stanów Zjednoczonych Jeda Bartleta; otrzymał za tę rolę nagrodę Emmy w 2002. Kreowany przez Spencera McGarry zmagał się na ekranie z alkoholizmem. Kandydował na urząd wiceprezydenta (w kampanii demokratycznego Matta Santosa), ale wskutek drugiego zawału serca zmarł w czasie zwycięskiego dla niego wieczoru wyborczego. Sam aktor miał podobne problemy (na chorobę alkoholową cierpiał już od czasu szkoły aktorskiej), zmarł na atak serca kilka dni przed ukończeniem 59 lat – co było powodem uśmiercenia jego serialowej postaci. Mówi się, że po jego nagłej śmierci, twórcy serialu zrezygnowali z zaplanowanego wcześniej zwycięstwa w wyborach republikańskiego kandydata Arnolda Vinnicka, na rzecz triumfu Santosa.
Jego wieloletnią partnerką życiową była aktorka i choreograf Patricia Mariano.